# سلطان‌آباد (کلات)
سلطان‌آباد، روستایی در دهستان کبودگنبد بخش مرکزی شهرستان کلات استان خراسان رضوی ایران است.

## جمعیت
بر پایه سرشماری عمومی نفوس و مسکن در سال ۱۳۹۵ جمعیت این روستا ۱۵۳ نفر (در ۴۷ خانوار) بوده‌است.